# Bury Castle (Greater Manchester)

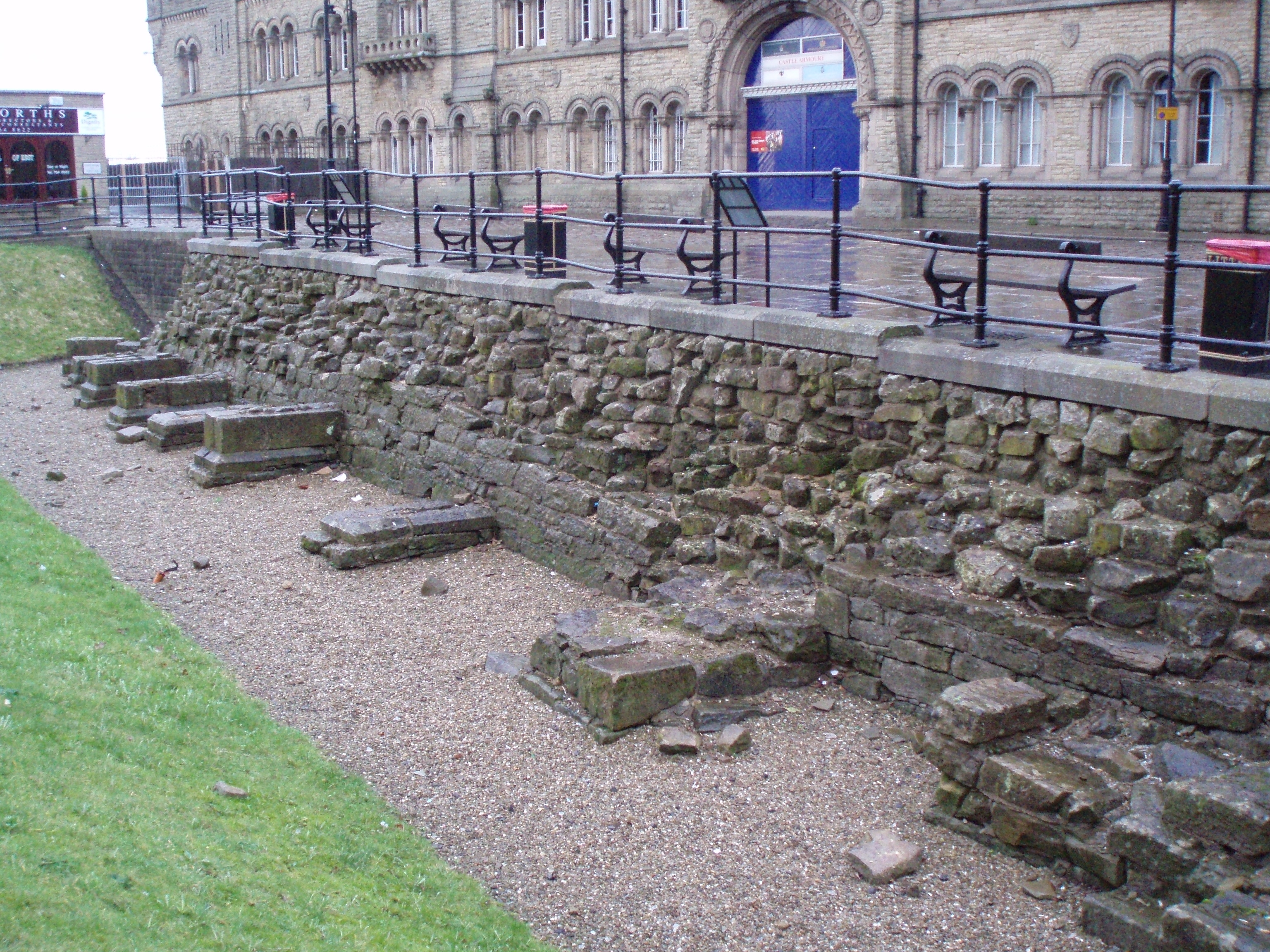
Überreste von Bury Castle

Bury Castle ist ein mittelalterliches Herrenhaus mit Burggraben in der englischen Verwaltungseinheit Greater Manchester (früher: Grafschaft Lancashire). Das Gebäude, das heute als Scheduled Monument gilt, ließ Sir Thomas Pilkington, Grundherr von Bury und Pilkington und einflussreiches Mitglied des niedrigen Adels in Lancashire, 1469 errichten. Er erhielt von König Eduard IV. die Erlaubnis, „Mauern und Tourellen aus Stein, Kalk und Sand um und unter seinem Herrenhaus in Bury in der Grafschaft Lancaster herzustellen und zu bauen und das Herrenhaus mit dieser Art von Mauern und Tourellen einzufrieden; ebenfalls, diese Türme mit Zinnen, Befestigungen und Maschikulis zu versehen.“ Das Haus liegt am oberen Ende eines Hanges über dem River Irwell, wo es sich gut verteidigen lässt. Ausgrabungen haben sechs verschiedene Bauphasen offengelegt. Die erste Phase, in der ein ebenes Fundament für das Haus und der Burggraben geschaffen wurden, dauerte von 1359 bis 1400. Das Gebäude wurde auf Befehl König Heinrichs VII. bis auf die Grundmauern geschleift, nachdem Thomas Pilkington in den Rosenkriegen, insbesondere in der Schlacht von Bosworth 1485, das Haus York unterstützt hatte. Darüber hinaus wurden alle Ländereien von Sir Thomas konfisziert.
Im Jahre 1540 beschrieb der Bibliothekar John Leland Bury Castle als „Ruine einer Burg in der Nähe der Pfarrkirche der Stadt“. 1753 zeichnete Thomas Percival Pläne der sichtbaren Fundamente der Mauern von Bury Castle, die eine Fläche von 180 Meter × 82 Meter einnahmen. Die Ruinen lieferten Baumaterial für den Ort Bury. 1865 wurden weitere Fundamente entdeckt, diesmal von einem Donjon oder Verteidigungsturm mit einer Grundfläche von 25 Meter × 19 Meter und 1,8 Meter dicken Mauern.
Die Überreste von Bury Castle erregten 1973 öffentliche Aufmerksamkeit, als Amateurarchäologen Mauern entdeckten, die vorher unter einem Autoparkplatz verborgen waren. Auf dem Anwesen, das der Gemeindeverwaltung von Bury gehört, wurde „Restaurierungs- und Erweiterungsarbeiten“ durchgeführt und seit 2000 ist es öffentlich zugänglich. Bury Castle liegt etwa 3,3 km nördlich von Radcliffe Tower, einem Herrenhaus mit Burggraben vom Beginn des 15. Jahrhunderts.